# Guasdualito
Guasdualito é uma cidade venezuelana, capital do município de Páez.